# Noël du Fail
Noël du Fail, född omkring 1520, död 1591, var en fransk författare.
Noël du Fail var godsägare i Bretagne, och skildrade sina underlydandes liv i humoristiska Propos rustiques (1547) och Baliverneries ou contes d'Eurtrapel (1548) samt de satiriska Les contes et discours d'Eutrapel (1585).